# Natalia Ariza
Natalia Ariza, née le 21 février 1991 à Bogota (Colombie), est une footballeuse internationale colombienne qui évolue au poste de défenseur.
Elle participe aux Jeux olympiques d'été de 2012.
Sa sœur jumelle, Tatiana Ariza, est également une footballeuse internationale colombienne.